# Matt Squire
Matt Squire (Washington, 7 maggio 1976) è un produttore discografico e musicista statunitense.

## Biografia
Plurivincitore di dischi di platino grazie ai suoi numerosi lavori con band come Panic! at the Disco, All Time Low e 3OH!3, ha collaborato ad oltre 50 album in meno di 8 anni scrivendo testi, riarrangiando musiche e suonando egli stesso in alcuni album. Altri artisti con cui ha lavorato nel corso degli anni sono: Simple Plan, Sum 41, The Used, Katy Perry, Boys Like Girls e HIM.
Prima di iniziare la sua carriera come produttore discografico Squire ha fatto parte di parecchi gruppi musicali come chitarrista o batterista.